# Kunstverein Eisenturm Mainz
Der Kunstverein Eisenturm Mainz e. V. ist ein im Jahr 1975 gegründeter deutscher Kunstverein im rheinland-pfälzischen Mainz. Er ist Mitglied der Arbeitsgemeinschaft Deutscher Kunstvereine und verfolgt mit Kunstausstellungen gemeinnützige Zwecke.

## Geschichte
Von 1824 bis in die 1880er Jahre existierte der Mainzer „Verein für Kunst und Literatur“. In den 1920er Jahren entstand die erfolgreiche „Vereinigung Mainzer Bildender Künstler“ in der Antonikerkapelle des Klarissen-Kapuzinerinnenklosters, die nach dem Zweiten Weltkrieg wieder verschwand. Danach war die Stadt für Kunstförderung zuständig. Erst die Renovierung des mittelalterlichen Eisenturms am Rand der Innenstadt ließ den Kunstverein neu entstehen. Dafür gaben der Kulturdezernent Anton Maria Keim (1928–2016), Peter Biesalski (1915–2001) sowie der Bildhauer Theo Ignaz Graffé (1930–1996) den Impuls. Nach Zustimmung des Stadtrats erfolgte am 5. Dezember 1975 die Gründung des „Förderkreises Eisenturm“ (später: „Künstlerhaus Eisenturm in Mainz, Freundeskreis Bildende Kunst“) mit Peter Biesalski als 1. Vorsitzenden. Der heute „Kunstverein Eisenturm Mainz e. V.“ benannte Kunstverein fördert die überregionale zeitgenössische Bildende Kunst in Ausstellungen und Publikationen. Auch Exkursionen und Kurse für die derzeit 400 Mitglieder (Stand 2022) werden regelmäßig veranstaltet.

## Kunstpreis (Auswahl)
Seit 1985 wird alle zwei Jahre der national ausgeschriebene Mainzer Kunstpreis Eisenturm (Gedächtnispreis Hans-Jürgen Imiela) für den 1. bis 3. Platz vergeben.
- 2015, 26. Kunstpreis zum Thema „Kollaps der Moderne?“: 1. Platz: Anna Grau, 2. Platz: Heike Negenborn, 3. Platz: Marcus Günther[5]
- 2017, 27. Kunstpreis zum Thema „Die Gedanken sind frei“: 1. Platz: Thomas Bühler, 2. Platz: Ingrid Sonntag-Ramirez Ponce, 3. Platz: Thorsten Böhm[6]
- 2019, 28. Kunstpreis zum Thema „Odyssee“: 1. Platz: Tanja Lebski, 2. Platz: Regina Geißler, 3. Platz: Clemens Tremmel[7]

## Ausstellungen (Auswahl)
- 1980: Dorél Dobocan
- 1986: Detlef Reuter
- 1987: Andreas Krämmer
- 1993: Bettina van Haaren[8]
- 1994: Titus Lerner
- 1998: Gisela Eichardt
- 1998: Eberhard Linke
- 2000: Birgid Helmy
- 2003: Holger Schmidhuber
- 2003: Volker Lehnert
- 2003: Swiss Connection, mit  Fraenzi Neuhaus, Ursula Jakob und Pi Ledergerber[9]
- 2007: Horst Rettig[10]
- 2008: Helga Schmidhuber
- 2012: Peter Paul Etz
- 2014: Dieter Glasmacher
- 2014: Zoppe Voskuhl[11]
- 2015: Reinhold Petermann[12]
- 2015: Architekturstudierende zu 40 Jahre Kunstverein Eisenturm[13]
- 2015: R. J. Kirsch
- 2017: Thomas Brenner[14][15]
- 2018: Liesel Metten[16]
- 2019: Ute Krautkremer[17]
- 2023: Franziska Rutishauser[18][19][20]

## Themenausstellungen (Auswahl)
- 2012: „Utopia“, mit Stefan S. Schmidt
- 2012: „TraumHaft“
- 2015: „Kollaps der Moderne?“, mit Sibylle Möndel
- 2017: „Nocturne“[21]
- 2019 „Heimat“[22]

## Publikationen
- 2017: Uscha Rudek-Werlé, Vom Leben gesungen. Katalog zur Ausstellung im Kunstverein Eisenturm, Mainz, Hrsg. Udo Werlé, ISBN 978-3-95505-009-2.
- 2011: 11.11.'11 : Malerei, Grafik, Plastik, Fotografie. Mitglieder-Ausstellung im KV Eisenturm. Hrsg. Kunstverein Eisenturm, ISBN 978-3-00-036580-5.
- 2011: Susanne Ritter : neue Bildnisse. Katalog zur Ausstellung im KV Eisenturm, Mainz, Hrsg. Kunstverein Eisenturm und Kunstverein Bad Salzdetfurth ISBN 978-3-95505-009-2.
- 2009: Mainz, Gemälde einer schönen Stadt, Stadtansichten 1850–1950. Hrsg. Kunstverein Eisenturm ISBN 978-3-8053-4084-7.
- 2009: Schnittmenge. Katalog zur Ausstellung im Rathaus und Kunstverein Eisenturm, Mainz, Hrsg. KV Eisenturm, Treize Plus u. a., ISBN 978-3-9812237-2-9.
- 2005: Positionen des Realismus : zeitgenössische deutsche Malerei. Katalog zur Ausstellung im KV Eisenturm Mainz e. V., Hrsg. Kunstverein Eisenturm.
- 2001: Bernd Schäfer. Katalog zur Ausstellung im KV Eisenturm und MVB-Galerie am Fischtor, Mainz, Hrsg. Otto Martin und KV Eisenturm Mainz.
- 2000: 25 Jahre Kunstverein Eisenturm Mainz. Mitgliederausstellung im KV Eisenturm und in der MVB-Galerie Fischtor, Hrsg. Kv Eisenturm und MVB-Galerie.
- 1993: Bettina van Haaren, Holzschnitte. Katalog zur Ausstellung im KV Eisenturm, Mainz, Hrsg. KV Eisenturm.
- 1991: Dieter Brembs, Zeichnungen. Katalog zur Ausstellung im KV Eisenturm, Hrsg. Eberhard Grillparzer und KV Eisenturm.
- 1990: Irmgard Biernath, Plastiken. Katalog zur Ausstellung im KV Eisenturm, Hrsg. KV Eisenturm Mainz.
- 1990: Werner Traut, Kunst und Geist. Katalog zur Ausstellung im KV Eisenturm und Katharinenkirche (Oppenheim), Hrsg. Peter Biesalski und KV Eisenturm Mainz.